# Rudgea cuatrecasasii
Rudgea cuatrecasasii är en måreväxtart som beskrevs av Paul Carpenter Standley och Julian Alfred Steyermark. Rudgea cuatrecasasii ingår i släktet Rudgea och familjen måreväxter. Inga underarter finns listade i Catalogue of Life.